# Take, Ianke și Cadîr
Take, Ianke și Cadîr este o piesă de teatru în trei acte de Victor Ion Popa. Premiera a avut loc în 1932 la Teatrul Maria Ventura.

## Personaje
- Cadâr
- Ianke
- Take
- Ilie
- Ionel
- Ana
- Safta

## Premiera
Take, Ianke și Cadîr a fost reprezentată pentru prima dată la Teatrul Maria Ventura în seara de 25 martie 1932, având următoarea distribuție:
- Alexandru Giugaru ca Take
- Gheorghe Timică ca Ianke
- Ion Sârbul - Cadîr
- Jules Cazaban ca Ilie
- Mihai Popescu ca Ionel
- Maria Mohor ca Ana
- Silvia Dumitrescu-Timică ca Safta

## Primire
Inițial nu a avut succesul pieselor Ciuta sau Mușcata din fereastră. George Mihail Zamfirescu a publicat o lungă cronică în Gândirea (an XII, nr. 4 din aprilie 1932, pag. 189-190) în care pornește de la premiza că piesa marchează un impas și un moment critic al întregii sale opere: cu recenta premieră, Take, Ianke și Cadîr, dramaturgul V. I. Popa nu face un pas mai departe. Dimpotrivă, se consolidează într-o formulă pe care meșteșugarul și scriitorul ar fi dator s-o uite pe scena fostului studio și s-o închidă în potirul unei flori de cadru domestic. Scriitor de gust și de temperament iremediabil semănătorist[...]
După 1956, Take, Ianke și Cadîr a devenit una dintre cele mai cunoscute piese de teatru alături de Titanic Vals de Tudor Mușatescu și Gaițele de Alexandru Kirițescu.

## Teatru radiofonic
- Tache, Ianke și Cadîr (1960). Adaptare radiofonică de Mihai Zirra, regia artistică: N. Al Toscani. Distribuția: Jules Cazaban - Ianke; Ștefan Ciubotărașu - Take; Octavian Cotescu - Ionel; Carol Kron - Ilie; Ion Manta - Cadîr; Virginia Stoicescu - Baba Safta; Anca Verești - Ana[1]